# Mombrier
 Mombrier  es una población y comuna francesa del departamento de Gironda en la región de Nueva Aquitania.

## Demografía
| 377 | 399 | 425 | 374 | 363 | 343 | 343 | 392 |
| Para los censos de 1962 a 1999 la población legal corresponde a la población sin duplicidades (Fuente: INSEE [Consultar]) |     |     |     |     |     |     |     |